# Neu Konservatiw
Albums de Laibach
Rekapitulacija 1980-84
(1985) Nova Akropola
(1985)
Neu Konservatiw est un album live de Laibach, sorti le 1er novembre 1985.

## Historique
Neu Konservatiw est un album enregistré en concert le 15 juin 1985 à Hambourg, au Israel Halle, dans le cadre de la tournée Die Erste Bombardierung über dem Deutschland Tour et du Neu Konservatiw Festival. Contact local du groupe, Uli Rehberg se lance dans l'édition d'un bootleg qu'il prévoit de sortir à 1000 exemplaires. Au courant, Laibach officialise la sortie en réalisant les illustrations de cet enregistrement.
Deux rééditions CD voient le jour chez Cold Spring en 2003, dont une limitée à 100 copies, comprenant un t-shirt original. Une nouvelle édition vinyle, sous la forme d'un picture-disc, est éditée en 2014.

## Liste des titres

### Version CD
| No | Titre              | Auteur                             | Durée |
| -- | ------------------ | ---------------------------------- | ----- |
| 1. | Vier Personen      | Jani Novak                         | 5:37  |
| 2. | Nova akropola      | Jani Novak, Milan Fras, Dejan Knez | 13:12 |
| 3. | Vade retro Satanas | Dejan Knez                         | 4:47  |
| 4. | Die Liebe          | Milan Fras                         | 5:20  |
| 5. | Ti, ki izzivaš     | Bernard Herrmann                   | 4:11  |
| 6. | Država             | Jani Novak                         | 10:19 |

## Versions
| Type | Label         | Référence | Année | Pays        |
| ---- | ------------- | --------- | ----- | ----------- |
| LP   | semi-officiel |           | 1985  | Allemagne   |
| LP   | Cold Spring   | CSR38P    | 2014  | Royaume-Uni |
| CD   | Cold Spring   | CSR38CD   | 2003  | Royaume-Uni |